# 明治安田生命ホーリーズ
明治安田生命ホーリーズ（めいじやすだせいめいホーリーズ）は、2023年現在、トップイーストリーグBグループに所属のラグビーチームである。エンブレムは、ひいらぎの葉。

## 概要
明治安田生命のラグビーチーム。所在地および練習拠点は東京都八王子市。

## 歴史
1930年（昭和5年）、立教大学ラグビー部OBの早川郁三郎の提唱によって明治生命ラグビー部が創設された。初代ラグビー部長の稻田勤は "Always on the ball" を明治生命ラグビー部精神と説き、ラグビー部の創設にあたり「選手あっての運動部と言うのが、実業団スポーツの通弊であるが吾々は須らく明治生命あってのラグビー部である事を忘れず、明治生命精神即ちラグビー精神でありたい」と、仕事とラグビーの両立を目指すことを目標とした。
2004年に明治生命と安田生命が合併して明治安田生命となったことに伴い、明治安田生命ラグビー部となる。その後、現在の明治安田生命ホーリーズとなった。チーム愛称の「ホーリーズ」とは、ひいらぎを意味する。
戦前から活動の記録が残っており、1941年に開催された関東実業団リーグにも参加の記録がある。当時の明治生命ラグビー部は、高井戸にあるグラウンドを使用していた。
1960年に発足した関東社会人リーグの1部リーグに初年度から参加した。しかし当シーズンを最下位（10位）で終えると2部リーグに降格した。1974年に1部リーグ復帰を果たすと、その後は上位に定着し、関東社会人リーグがトップカテゴリーであった1987年まで1部リーグに在籍し続けた。
1988年に東日本社会人リーグが創設されると、関東社会人リーグはその下位リーグ（事実上の2部リーグ）となったが、明治生命は東日本社会人リーグへの参入条件を満たせなかったため、引き続き関東社会人リーグに参加することになった。
全国社会人大会には2回（1973年度、1974年度）出場した実績があるが、ともに初戦敗退であった。
2003年にトップリーグが開幕すると、明治生命（2004年からは明治安田生命）はトップイースト10に所属した。以降、基本的にトップイーストリーグ（Div.1／Div.2）を主戦場としている。

## タイトル
最上位リーグ
なし
下位リーグ
- 関東社会人リーグ1部 優勝：1回[注 3]（1988）
- トップイーストリーグBグループ 優勝：1回（2024-2025）

## 成績

### 全国社会人大会戦績
| 回 | 年度 | 地区 | 成績      | 試 | 勝 | 分 | 敗 | 得 | 失 | 差  | 備考                     |
| -- | ---- | ---- | --------- | -- | -- | -- | -- | -- | -- | --- | ------------------------ |
| 26 | 1973 | 東京 | 1回戦敗退 | 1  | 0  | 0  | 1  | 3  | 52 | -49 | 明治生命のチーム名で出場 |
| 27 | 1974 | 東京 | 1回戦敗退 | 1  | 0  | 0  | 1  | 8  | 54 | -46 |                          |

### リーグ戦戦績

#### トップリーグ創設以前
- 1996-1997 関東社会人リーグ1部 3位（4勝3敗）
- 1997-1998 関東社会人リーグ1部 3位（4勝3敗）
- 1998-1999 関東社会人リーグ1部 Aグループ 優勝（6勝1敗）
- 1999-2000 関東社会人リーグ1部 Aグループ 5位（3勝3敗1分）
- 2000-2001 関東社会人リーグ1部 Aグループ 優勝（7勝）
- 2001-2002 関東社会人リーグ1部 Bグループ 2位（6勝1敗）
- 2002-2003 関東社会人リーグ1部 Bグループ 3位（5勝2敗）、トップイースト10へ参入

#### トップリーグ創設以降
- 2003-2004 トップイースト10 5位（4勝4敗1分）
- 2004-2005 トップイースト10 10位（8敗1分）
- 2005-2006 トップイースト10 10位（1勝8敗）
- 2006-2007 トップイースト11 11位（1勝9敗）
- 2007-2008 トップイースト11 10位（1勝8敗1分）、関東社会人リーグ1部降格
- 2008-2009 関東社会人リーグ1部 3位（9勝2敗）
- 2009-2010 関東社会人リーグ1部 7位（5勝6敗）
- 2010-2011 関東社会人リーグ1部 4位（6勝4敗）、トップイーストリーグDiv.2へ参入
- 2011-2012 トップイーストリーグDiv.2 2位（4勝2敗）、順位決定戦：4位、トップイーストリーグDiv.2残留
- 2012-2013 トップイーストリーグDiv.2 3位（5勝2敗）
- 2013-2014 トップイーストリーグDiv.2 2位（6勝1敗）、順位決定戦：4位、トップイーストリーグDiv.2残留
- 2014-2015 トップイーストリーグDiv.2 6位（2勝5敗）
- 2015-2016 トップイーストリーグDiv.2 3位（5勝2敗）
- 2016-2017 トップイーストリーグDiv.2 2位（6勝1敗）、順位決定戦：2位、トップイーストリーグDiv.1昇格
- 2017-2018 トップイーストリーグDiv.1 9位（1勝8敗）、順位決定戦：1位、トップイーストリーグDiv.1残留
- 2018-2019 トップイーストリーグDiv.1 7位（3勝6敗）
- 2019-2020 トップイーストリーグDiv.1 6位（3勝6敗）、リーグ再編に伴いトップイーストリーグBグループへ参入[注 4]
- 2020-2021 リーグ戦中止
- 2021-2022 トップイーストリーグBグループ 3位（4勝4敗）
- 2022-2023 トップイーストリーグBグループ 2位（6勝2敗）、入替戦：敗戦、トップイーストリーグBグループ残留
- 2023-2024 トップイーストリーグBグループ 5位（2勝6敗）、入替戦：勝利、トップイーストリーグBグループ残留
- 2024-2025 トップイーストリーグBグループ 優勝（7勝1敗）、入替戦：勝利、トップイーストリーグAグループ昇格

## 主な選手
- 山本圭佑（主将）
- 丸山将太郎（副将）
- 掛井雄馬（副将）
- 加納遼大

## 過去の所属選手
- 熊谷直志（元日本代表）